# Craig Gilmore
Craig Gilmore, né en 1968, est un acteur américain.

## Carrière
Il s'est surtout fait connaître pour ses rôles dans le New Queer Cinema, avec des films comme The Living End (1992) ou Totally Fucked Up (1993).